# 249
El año 249 (CCXLIX) fue un año común comenzado en lunes del calendario juliano, en vigor en aquella fecha.
En el Imperio romano el año fue nombrado como el del consulado de Gavio y Aquilino o, menos comúnmente, como el 1002 Ab urbe condita, siendo su denominación como 249 posterior, de la Edad Media, al establecerse el Anno Domini.

## Acontecimientos

### Asia
- Sima Yi se hace con el control de Cao Wei ejecutando a su rival político Cao Shuang y a su clan, marcando el comienzo del mandato de la familia Sima, que finalmente dio lugar a la Dinastía Jin.

### Imperio romano
- Trajano Decio, que fue proclamado emperador por la armada de Mesia, vence y mata a Filipo el Árabe en Verona.
  - Decio oficialmente es Emperador.
  - Decio empieza la persecución de cristianos y de todos los que no quieran colaborar con el Imperio romano. Promulga un decreto según el cual todos los habitantes del Imperio tienen que rendir culto a los dioses del Estado.[1]
- En Alejandría, el pueblo saquea las casas de los cristianos.

## Nacimientos
- Sima Lun, usurpador de la Dinastía Jin en China (fecha posible).

## Fallecimientos
- Filipo el Árabe, emperador romano.
- Apolonia de Alejandría
- Cao Shuang, general de Wei.
- Cao Xi.
- Jotapiano
- Ma Zhong, general de Shu Han.
- Quan Cong, general de Wu.
- Wang Pi, filósofo chino.